# 大衛·桑切斯
大衛·桑切斯（David Sánchez，1978年4月20日—）是一位西班牙職業網球運動員，1997年轉職業。
他曾獲得兩個ATP單打冠軍（莫斯維塔公開賽與羅馬尼亞BCR公開賽），皆在2003年獲得，2006年宣布退役。

## 外部連結
- 大衛·桑切斯（英文/西班牙文）的官方資料
- 大衛·桑切斯的國際網球總會 職業／青少年 官方資料（英文）
- 大衛·桑切斯的官方資料（英文）